# جو فاوست
جو فاوست (بالإنجليزية: Joe Faust)‏ هو سياسي أمريكي، ولد في 13 سبتمبر 1940 في الولايات المتحدة. حزبياً، نشط في الحزب الجمهوري. وقد انتخب عضو مجلس نواب ألاباما.